# Gopherus berlandieri
La tortuga de Texas, tortuga de Berlandier o galápago tamaulipeco (Gopherus berlandieri), también conocida como tortuga del desierto de Tamaulipas, es una especie nativa del norte de México (Coahuila, Nuevo León y Tamaulipas) y del sur del estado norteamericano de Texas. Forma parte del género Gopherus (tortugas del desierto), familia Testudinidae (tortugas terrestres).

## Poyo

### Hábitat
Habita en áreas costeras ocurriendo principalmente en lomas (bordes arcillosos y arenosos) que son "islas" rodeadas por planicies saladas y humedales. Se le encuentra en suelos arenosos  y bien drenados, asociada a matorrales, mezquites y posiblemente a chaparral. En México, la NOM-059-SEMARNAT-2010 considera a esta tortuga terrestre como Amenazada; la UICN 2019-1 la considera como de Preocupación menor. Entre los principales factores de riesgo que amenazan a esta especie se encuentra la modificación de su hábitat (uno de los más importantes), ya sea de forma antropogénica (por ejemplo, el sobrepastoreo) o por fenómenos geológicos naturales. Asimismo, los atropellamientos (en las carreteras que cruzan) y el comercio para su uso como mascota, curiosidad o alimento. Miles de estas tortugas han sido recolectadas para tráfico de mascotas a través de los años, pero muy pocas sobreviven más de unos cuantos meses.

### Comportamiento
Es una especie de hábitos mayoritariamente diurnos. Con sus potentes patas y uñas suele hacer pequeñas madrigueras donde resguardarse del calor diurno, aunque suele aprovechar túneles hechos por otros animales. Pueden estibar en tiempos donde las temperaturas son muy altas e hibernar cuando las temperaturas son gélidas, aunque en zonas donde hay más calor están más tiempo activas. Necesitan tomar mucho sol, ya que esto les ayuda a su desarrollo y salud, pues previene enfermedades como hongos, problemas respiratorios y reblandecimiento de su caparazón.[3] Estas tortugas llegan a vivir de 100 a 200 años.

### Alimentación
Es una especie herbívora, cuya dieta principal son los pastos bajos y hierbas disponibles en su hábitat natural.[1] Asimismo come muchas especies de plantas y cactus del género Opuntia (nopales) que constituye su principal fuente de agua.

### Reproducción
Los machos persiguen a las hembras. Cuando un macho encuentra a una hembra se pone frente a ella y le muerde el caparazón superior y la hembra se gira para evitar que el macho la muerda, el macho también se mueve y vuelve a colocarse frente a ella y le vuelve a morder el caparazón superior, esto se repite varias veces hasta que la hembra deja de moverse en cuyo momento el macho se pone atrás de la hembra y la monta para iniciar la cópula la que dura algunos minutos. La hembra buscará la zona más apropiada para poner sus huevos. Estas puestas mayormente son entre junio y julio, aunque pueden hacerse desde abril a septiembre. Aunque suele hacer una sola puesta al año, también puede hacer múltiples puestas de huevos, que suelen de ser de 1 a 4. Los huevos eclosionarán regularmente de 3 a 4 meses después.

## Descripción
Se caracteriza por tener un caparazón alto, muy abombado, casi tan largo como ancho que en los adultos alcanza una longitud de 150 a 219 mm. El caparazón es de color marrón oscuro, con el centro de los escudos de color marrón anaranjado casi amarillento en especímenes jóvenes; los individuos viejos son algunas veces de un color café uniforme. Los anillos de crecimiento en esta especie son muy marcados. El color de la piel es amarillo a café grisáceo, con marcas oscuras, particularmente en las extremidades. Los huesos de las extremidades anteriores son pequeños a moderados en tamaño pero no fusionados. Las escamas antebranquiales son imbricadas y las axilares son trapezoidales o triangulares.
Los adultos alcanzan una longitud del caparazón de 15 a casi 22 cm, con un carapacho alto. Color de la piel amarillo a café grisáceo, con marcas oscuras. Color del carapacho café a negro, usualmente con areolas amarillas. El dimorfismo sexual es más marcado en Gopherus berlandieri que en cualquier otra especie de Gopherus. Las hembras tienden a ser más pequeñas que los machos. La glándula de esencia es predominante en esta especie. Su rango de distribución mundial va desde el sur de Texas en Estados Unidos, y hacia el norte en México hasta el este de Coahuila y Nuevo León, hasta el sur de Tamaulipas (norte y este de la Sierra Madre Oriental). Se extiende hasta el este de San Luís Potosí y posiblemente el extremo norte de Veracruz.

### Dimorfismo
El dimorfismo sexual es más marcado en Gopherus berlandieri que en cualquier otra especie de Gopherus. El macho en la mayoría de los casos suele ser más grande y su cola es más larga y ancha y su plastrón (parte inferior de su concha) muestra una concavidad que le sirve para tener apoyo cuando monta a la hembra. En las hembras, el plastrón (la parte ventral del caparazón) es plano en vez de cóncavo.

## Estado
Esta especie se ha cazado en grandes cantidades para el cautiverio como mascotas, dado que son fáciles de atrapar. Aunque la especie no está en gran peligro ha disminuido su población debido a los accidentes que sufren en las carreteras, donde al tratar de cruzarlas son atropelladas por automovilistas.

## Taxonomía
La especie fue descrita por primera vez por Jean Louis Berlandier en la primera mitad del siglo XIX, por lo que a veces recibe el nombre de tortuga de Berlandier

### Sinonimia
- Xerobates berlandieri[1]